# Catasticta eurigania
Catasticta eurigania is een vlinder uit de onderfamilie Pierinae van de familie van de witjes (Pieridae).
De wetenschappelijke naam werd in 1870 gepubliceerd door William Chapman Hewitson.

## Ondersoorten
- Catasticta eurigania eurigania
- Catasticta eurigania straminea Butler, 1896